# Dave Florek
Dave Florek (Dearborn (Michigan), 19 mei 1953) is een Amerikaans acteur.
Florek is een broer van acteur Dann Florek.

## Filmografie

### Films
Uitgezonderd korte films.
- 2024 Paradise: A Town of Sinners and Saints - als Ezra Johnson
- 2017 The Fuzz - als Gregg Lynn
- 2013 Shadow on the Mesa – als Baldy
- 2012 Fuzz Track City – als Gregg Lynn
- 2011 Priest – als Crocker
- 2008 Fashion Victim – als Denny Acton
- 2007 Love's Unending Legacy – als Hank Pettis
- 2005 McBride: Murder Past Midnight – als Wingy
- 2004 Hidalgo – als wachtpost bij Wounded Knee
- 2002 When Sunday Comes – als Harry Standish
- 1998 Fallen Arches – als Tony
- 1995 A Stranger in Town – als apotheker
- 1994 Spring Awakening – als Ransom
- 1993 And the Band Played On – als verkoper donutwinkel
- 1993 Telling Secrets – als Eli Craddock
- 1991 Blood Ties – als gastheer talkshow
- 1991 The Marrying Man – als aanwezige tankstation
- 1990 A Killer Among Us – als Claude Platt
- 1990 Gunsmoke: the Last Apache – als Smiley
- 1989 An Innocent Man – als klerk rechtbank
- 1989 Ghostbusters II – als politieagent
- 1988 Internal Affairs – als monteur

### Televisieseries
Uitgezonderd eenmalige gastrollen.
- 2020 The Virtual End - als Mike - 7 afl.
- 2017-2018 Young Sheldon - als dr. Eberland - 2 afl.
- 2017 Shooter - als dr. Wydra - 4 afl.
- 2004-2007 Ned's Declassified School Survival Guide – als mr. Chopsaw – 16 afl.
- 1993-1998 Grace Under Fire – als Vic – 41 afl.
- 1990-1992 The Fresh Prince of Bel-Air – als coach Smiley – 4 afl.
- 1987 The Equalizer – als Viloa – 2 afl.

### Computerspellen
- 2011 F.E.A.R. 3 – als stem
- 2009 Wolverine - als William Stryker

- International Standard Name Identifier: 0000 0001 2351 5830
- Library of Congress Control Number: no2011104021
- Virtual International Authority File: 173359420
- WorldCat: E39PBJvmQyrqrVtKykmmq47JXd